# Bossell (eina)
El bossello bocell és una espècie de ribot estret de secció semicircular i amb la part inferior còncava i acanalada que serveix per a fer motllures convexes semicilíndriques. És una eina de tall afinat i s'empra principalment en fusteria tot i que també hi ha bocells de vidrieres.

## Galeria

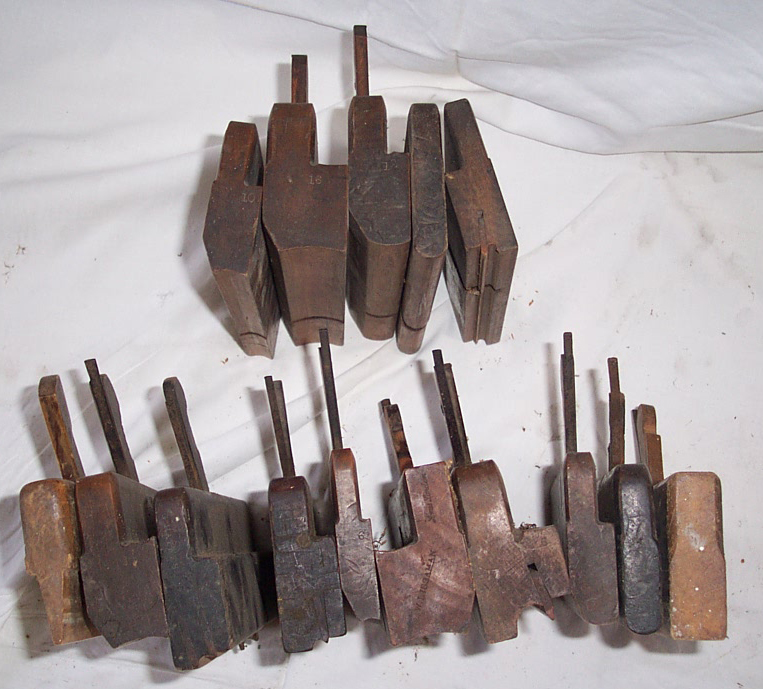
Grup de bocells
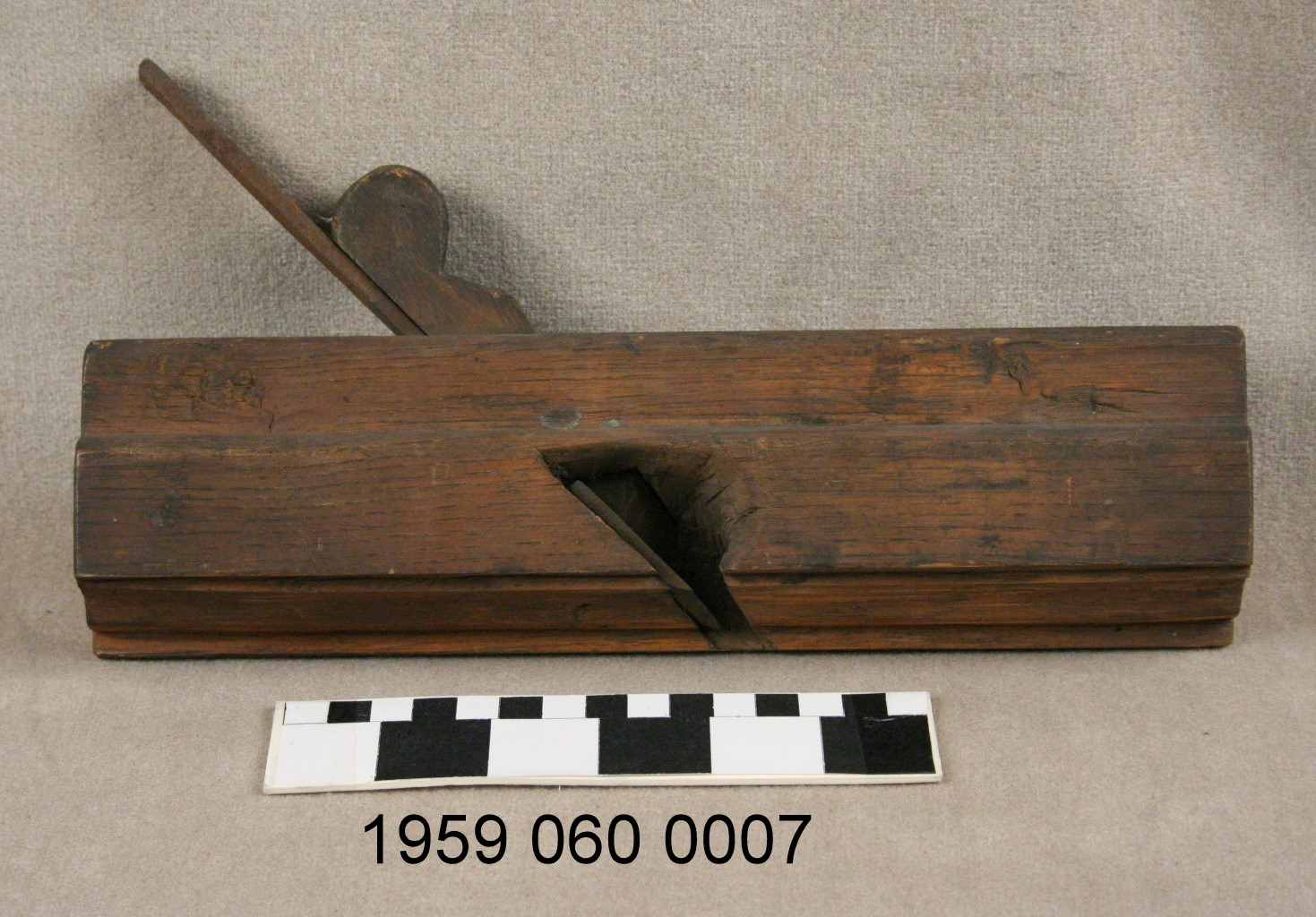
Bocell